# Mareanivka, Arbuzînka
Mareanivka (în ucraineană Мар'янівка) este un sat în comuna Novoselivka din raionul Arbuzînka, regiunea Mîkolaiiv, Ucraina.

## Demografie
Componența lingvistică a localității Mareanivka
     Ucraineană (94,24%)
     Rusă (3,78%)
     Română (1,97%)
Conform recensământului din 2001, majoritatea populației localității Mareanivka era vorbitoare de ucraineană (94,24%), existând în minoritate și vorbitori de rusă (3,78%) și română (1,97%).